# Andreas Unterweger

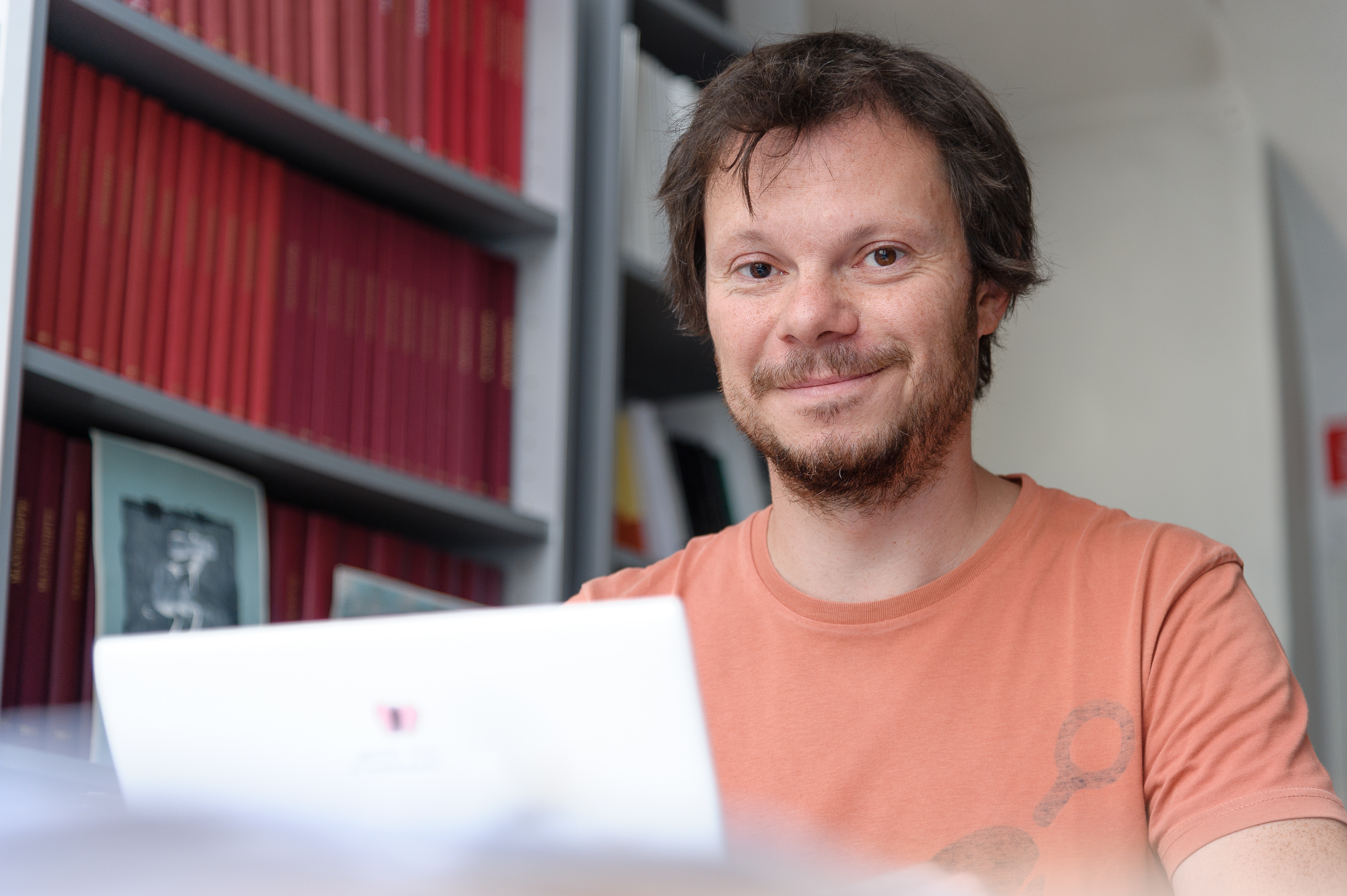
Andreas Unterweger (2016)

Andreas Unterweger (* 1978 in Graz) ist ein österreichischer Schriftsteller, Herausgeber, Übersetzer und Songwriter.

## Leben
Andreas Unterweger besuchte ab 1988 das Akademische Gymnasium in Graz, an dem er 1996 die Reifeprüfung ablegte. Er studierte Germanistik und Französisch in Graz und Nantes und schloss das Studium mit einer Diplomarbeit zur Lyrik von Wolfgang Bauer ab.
Danach war er als erster „Joanneum-Schreiber“ des Landesmuseums Joanneum in Graz tätig (2004/2005). Ab 2005 kuratierte er, gemeinsam mit u. a. Franz Schuh, das Kultursymposium Oberösterreichische Kultur Vermerke in Gmunden und ab 2006 auch die Lesereihe Sprechtage Wels (jeweils bis 2009).
Seit September 2016 war er Mitherausgeber der Grazer Literaturzeitschrift manuskripte, nach dem Tod ihres Gründers Alfred Kolleritsch 2020 ist er deren alleiniger Herausgeber.
Unterweger lebt in Leibnitz und Graz und hat zwei Töchter.

## Literarischer Werdegang
Während der Studienzeit verfasste Unterweger neben wissenschaftlichen Arbeiten Werbetexte und komponierte Songs für seine Band „ratlos“.
Im Jahr 2009 veröffentlichte er im Literaturverlag Droschl den Wien-Roman Wie im Siebenten, der mit der Autorenprämie des bm:ukk für besonders gelungene belletristische Debüts ausgezeichnet wurde und auf der Shortlist des Rauriser Literaturpreises stand. Laut Christina Hoffmanns Rezension in der Frankfurter Allgemeine Zeitung erzählt Unterwegers „Debüt (...) virtuos von der (Nicht-)Entstehung eines Debütromans über eine große Liebe“.
Im Jahr 2011 folgte die Novelle Du bist mein Meer, in der es ihm gemäß Oliver Jungen in der Neuen Zürcher Zeitung gelang, „die uralte Metapher des erhabenen Meeres noch einmal ganz frisch und unerhört auf das Leben anzuwenden.“ Das Buch wurde 2011 auf die Shortlist zum Literaturpreis Alpha gewählt.
In Das kostbarste aller Geschenke, einer Notizen-Sammlung, die als Roman gelesen werden kann, verarbeitete Unterweger seine neue Rolle als Vater. Stefan Neuhaus sprach in Die Furche von einem „graziösen Notiz-Buch“.
2015 wurde Das gelbe Buch veröffentlicht, für das Unterweger im April 2016 der manuskripte-Preis des Landes Steiermark zugesprochen wurde. In der Kleinen Zeitung schrieb Werner Krause über die Sammlung ästhetisch und inhaltlich eng verbundener Kurzprosa-Stücke: „Andreas Unterweger schuf, reich gesegnet von Sprachmagie, ein wunderbares Universum, errichtet auf kindlichen Erinnerungen und Kindheitsutopien, und löst mit Einfällen nach allen Richtungen eine Grundforderung an die Literatur ein: das Gewohnte ungewohnt, das Ungewohnte wieder vertraut zu machen. Ein Buch als Zufluchtsort und Bleibe, eine poetische, zarte, prall gefüllte Wundertüte.“
Der Erzählband Grungy Nuts erschien 2018. Die formal streng komponierten Erzählungen sind jeweils 17 × 17 Zeilen lang und handeln auch allesamt von 17-Jährigen. „Erzählt wird von Tagträumern und WG-Chaoten, von echten und falschen Freunden und von der verwirrenden Erkenntnis, die Welt plötzlich nicht mehr mit Kinderaugen sehen zu können.“ (Judith Hoffmann, Ö1).
2019 erschienen zwei Bücher Unterwegers in französischer Übersetzung: Le livre jaune (Das gelbe Buch, übersetzt von Laurent Cassagnau) bei Édition Lanskine (Paris) und Poèmes, Gedichte, bei La Traductière (Paris).
2020 publizierte Unterweger das Langgedicht In Zeilen wie diesen, das poetisch verdichtete Momentaufnahmen aus dem ersten Corona-Lockdown darstellt. Es handelte sich um eine Auftragsarbeit der Leibnitzer Galerie Marenzi. Das Buch, mit Bildern der Künstlerin Isa Riedl, wurde in der Edition Forum Stadtpark verlegt.
Seit 2018 arbeitete Andreas Unterweger neben seinen Tätigkeiten als Herausgeber der Literaturzeitschrift manuskripte und Übersetzer (hauptsächlich aus dem Französischen) am Roman "So long, Annemarie", der am 24. Juni 2022 im Grazer Literaturverlag Droschl erschien und in der österreichischen Presse gute Kritiken erntete. Der Standard bezeichnete das Buch als „so bezaubernd zart wie eigenwillig … Immer stößt man auf Witz, die Sprache tanzt.“  Ursula Ebel meinte in Die Presse, Unterweger kultiviere „auf vergnügliche Weise am Rande der erzählerischen Konventionen Sehnsucht und Liebeskummer“.
Nach sechs Prosabüchern erschien 2025 Unterwegers erster Gedichtband, "Haus ohne Türen", im Literaturverlag Droschl. Auf Deutschlandfunk Kultur urteilte der Kritiker Björn Hayer: "Andreas Unterwegers Gedichte beleuchten den Schmerz der Erinnerung: Lyrik über die Liebe, Verlust und Geschichte – mit Melancholie, Ironie und starken Bildern, die direkt ins Herz zielen."

## Publikationen
- Wie im Siebenten. Roman, Droschl, Graz Wien 2009, ISBN 978-3-85420-757-3.
- Du bist mein Meer. Novelle (in 3 × 77 Bildern), Droschl, Graz Wien 2011, ISBN 978-3-85420-779-5.
- Das kostbarste aller Geschenke. Notizen. Droschl, Graz Wien 2013, ISBN 978-3-85420-757-3.
- Das gelbe Buch. Droschl, Graz Wien 2015, ISBN 978-3-85420-965-2.
- Grungy Nuts. Erzählungen. Droschl, Graz Wien 2018. ISBN 978-3-99059-021-8.
- Le livre jaune. Traduit par Laurent Cassagnau. Lanskine, Paris 2019.
- Poèmes. La Traductière, Paris 2019.
- In Zeilen wie diesen. Edition Forum Stadtpark, Graz 2020.
- So long, Annemarie. Roman. Droschl, Graz Wien 2022, ISBN 978-3-99059-116-1.
- Haus ohne Türen. Gedichte. Droschl, Graz Wien 2025.

Herausgaben:
- Gerhard Melzer und Andreas Unterweger (Hrsg.): Wolfgang Bauer: Ein schlimmes Kind bin ich. Sonderzahl, Wien 2007, ISBN 978-3-85449-266-5.
- Andrea Stift und Andreas Unterweger (Hrsg.): Das schönste Fremde ist bei Dir. Alfred Kolleritsch zum 80. Geburtstag. Droschl, Graz Wien 2011, ISBN 978-3-85420-782-5,
- Bernadette Schiefer und Andreas Unterweger (Hrsg.): Mein Kind ist ein Vogerl. Edition Yara, Graz 2014.
- Lisa Erlenbusch, Stefan Maurer und Andreas Unterweger (Hrsg.): 60 Jahre Literaturzeitschrift "manuskripte". Graz, online-zeitschrift "dossier online" 4 (2020), H. 1. online
- Ludwig Hartinger, Amalija Maček und Andreas Unterweger (Hrsg.): "Ich stelle mir vor. Antologija sodobne avstrijske in nemške književnosti". Družtvo slovenskih pisateljev, Ljubljana 2023.

Übersetzungen:
- Guillaume Métayer: Simulakren. Gedichte. Edition Yara 2016.
- Ryan Adams: Unendlichkeitsblues. Gedichte. Edition Yara 2019.
- Laure Gauthier: kaspar aus stein. Edition Thanhäuser 2021.

## Auszeichnungen
- 2007 manuskripte-Förderungspreis der Stadt Graz
- 2008 Hugo Kleinmayr-Förderungspreis
- 2009 Literaturpreis der Akademie Graz
- 2009 Autorenprämie des bm:ukk für besonders gelungenes belletristisches Debüt
- 2010 Literaturförderungspreis der Stadt Graz
- 2016 manuskripte-Preis des Landes Steiermark